# 三田村光土里
三田村 光土里（みたむら みどり、1964年8月28日 - ）は、日本の美術家。愛知県生まれ。血液型O型。日常の記憶を題材に、写真、映像、言葉、日用品など様々な材料を組み合わせ、「人が足を踏み入れられる三次元のドラマ」と称するインスタレーションを展開する。

## 活動
1994年、東京にて初個展「A Cross July」を開催。2005年、文化庁新進芸術家派遣研修員としてフィンランドのヘルシンキに滞在。フィンランド3都市で巡回個展。2006年にはウィーン分離派館Secessionにて個展を開催。これは日本人としては荒木経惟以来となる。2006年にストックホルムで始めた滞在型アートプロジェクト「Art&Breakfast」を継続的に世界各地で開催。ウィーオン、スウェーデンをはじめ、スペイン、ドイツ、イギリス、アメリカ、グルジア、韓国など、広い範囲で制作活動を展開している。

### 池田みどり
別名義の『池田みどり』は写真家の池田晶紀（いけだ まさのり）と美術作家の三田村光土里（みたむら みどり）によるお互いの作品の背景にある潜在的な記憶をもとに新しい風景を写真でドラマチックに視覚化するアート・ユニット。

## 略歴
- 1964年 愛知県生まれ
- 1985年 南山短期大学 人間関係科卒業
- 1988年 名古屋ファッション専門学校卒業
- 1995年 現代写真研究所基礎科修了
- 2005年 文化庁海外派遣芸術家（フィンランド）

### Art&Breakfast
- 2019年  Art & Breakfast Japan Unlimited (Vienna)
- 2017年  Art & Breakfast Las Palmas de Gran Canaria
- 2017年  Art & Breakfast Folkestone
- 2016年  Art & Breakfast Wiesbaden
- 2016年  Art & Breakfast Aichi
- 2014年  Art & Breakfast TOKYO#3
- 2014年  Art & Breakfast Belfast
- 2013年  Art & Breakfast Vienna
- 2012年  Art & Breakfast TOKYO#2
- 2011年  Art & Breakfast MELBOURNE
- 2010年  Art & Breakfast BERLIN
- 2008年  Art & Breakfast TOKYO
- 2006年  Art & Breakfast STOCKHOLM

### 主な個展
- 2025年　「三田村光土里のしごと　Weaving Everyday」現代美術製作所（京都）
- 2024年　「20世紀のかけら」Yu Harada (東京）
- 2023年　"MEGI Fab" Museum Shop T (東京）
- 2023年　「奏でる家にて、昨日が手を振る」ZEIT-FOTO Kunitachi （東京）
- 2022年　"この場所に時計を取り戻す" 旧・末次太陽堂/コミュニティラボ野波屋（鳥取、米子市） 2021年　"人生は、忘れたもので作られている" HIGURE 17-15cas （東京）
- 2021年　"365日の百科事典" SYP ギャラリー （東京）
- 2018年   "If not here, then I'm somewhere else. ここにいなければどこかにいる" Galeria Manuel Ojeda (ラスパルマス・デ・グランカナリア、スペイン）
- 2017年　"DRIFT" Galerie Lichtblick  (ケルン、ドイツ）
- 2017年　"Art & Breakfast Las Palmas de Gran Canaria" CAAM - Atlantic Center of Modern Art  (ラスパルマス・デ・グランカナリア, スペイン）
- 2016年   "Art & Breakfast Wiesbaden" Kunstverein Bellevue-Saal (ヴィースバーデン,ドイツ)
- 2016年   "UNIVERSE - foundrawing vol.1" circle gallery & books (東京）
- 2015年   “DRIFT” バンビナート・ギャラリー（東京） [8]
- 2014年   "Art & Breakfast Belfast" Golden Thread Gallery（ベルファスト、イギリス）
- 2013年   "Till We Meet Again" void + (東京）/ 連続個展"ROAD SHOW
- 2013年   “Art & Breakfast Vienna” Hinterland (ウィーン)
- 2013年   “夜明けまえ”ギャラリー・テラ・トーキョー (東京)
- 2012年   “Green on the Mountain” プロジェクトスペースuqbar (ベルリン)
- 2012年 池田みどり “I Love You, I Hate You. すきよ、きらいよ” Nadiff a/p/a/r/t （東京）
- 2012年 池田みどり “編む女の棲む長屋” TRAUMARIS SPACE （東京）
- 2011年   “Art & Breakfast, Melbourne” モナッシュ大学美術館/ メルボルン、オーストラリア
- 2011年   “ I’m standing beside the water” Bambinart Gallrey / 東京
- 2010年   “青い誘惑 ” あいちトリエンナーレ、七ツ寺共同スタジオ/ 名古屋
- 2009年   “部屋の中の惑星で”府中市美術館 公開制作 / 東京
- 2009年   “Purple flower in her dress ”グリッタ・インザムギャラリー/ウィーン
- 2008年   “三田村光土里＠YOKOHAMA”創造空間9001(横浜市芸術文化振興財団)
- 2008年   “Art & Breakfast”HIGURE17-15cas / 東京
- 2007年   “ガルテン” ギャラリー・アット・ラムフロム・ザ・コンセプトストア/ 東京
- 2006年   “グリーン・オン・ザ・マウンテン” ゼセッション芸術分離派館 / ウィーン
- 2005年    フィンランド巡回個展 “グリーン・オン・ザ・マウンテン”

　フォトグラフィックギャラリー Hippolyte / ヘルシンキ
　フォトグラフィックセンター Peri / トゥルク
　北部フォトグラフィックセンター / オウル
- 2003年   “Inventions” ‒Sunny Flat Days- Galerie ARTicle / ケルン、ドイツ
- 2002年   “ふたつの部屋のストーリー”

　部屋その１ “ニュー･シベリア･カフェ” ナディッフ / 東京
　 部屋その２ “冬の風の強い日の丘の上、午後２時” 現代美術製作所 / 東京
- 2001年   “ライフ -湖にて-” ヴューイングルームヨツヤ / 東京
- 2001年   “Where Memories Go” Gallery EBORAN / ザルツブルク、オーストリア
- 2000年   “Inventions”-よく晴れたふつうの日々- ツァイト・フォト・サロン / 東京
- 2000年   “記憶のゆくえ”（モルフェ2000-亜細亜遺伝子-参加 ）中世古佳伸スペース/ 東京
- 1999 “Permanent Room” Galerie Lichtblick（アートイヴェントTokyo Shock）/ケルン
- 1999 “Permanent Room” 現代美術製作所 / 東京
- 1996 “Privare Room” P.A.P. Factory / 東京

### 主なグループ展
- 2023年　「食と現代美術Part9」BankART Station （横浜市）
- 2023年　愛知県美術館2023年度第2期コレクション展（名古屋市）
- 2022年　瀬戸内国際芸術祭2022 （女木島）
- 2021年　恵比寿映像祭　"AFTER THE SPECTACLE "　東京都写真美術館
- 2020年　アッセンブリッジ・ナゴヤ（名古屋）
- 2019年　“Japan Unlimited” Q21, Museum Quartier (ウィーン)
- 2019年 「富士山�展2.0」現代美術製作所（京都）
- 2018年  "ORBITS AROUND (A) NOMADIC ARCHIVE" void+ (東京）
- 2018年  "Ladies Only" Photographic Gallery K.T. Blumberg (ポツダム、ドイツ）
- 2017年  "Leaving Language" 旧メトロポール現代美術センター / フォークストン・トリエンナーレ共済事業（フォークストン、イギリス）
- 2017年  " Family and Conceptual " Art Center On-going （東京）
- 2017年  " Experimental Field Tokyo " S.Y. P art space （東京)
- 2017年  恵比寿映像祭地域連携プログラム　" The Reading " AL 　(東京）
- 2016年  "あいちトリエンナーレ2016 創造する人間の旅”　愛知県芸術センター(名古屋、愛知）
- 2015年  "Ladies Only " Galerie Lichtblick ( ケルン、ドイツ）
- 2015年   “ここに棲むー地域社会へのまなざし“アーツ前橋（群馬）[9][10]
- 2015年   “HomeBase Project Saitama” さいたまトリエンナーレ 2016プレ・イベント
- 2015年   Photo Festival “Les Rencontres de la photographie, Arles” (アルル、フランス)
- 2014年   "未知なる日常" トーキョーワンダーサイト本郷（東京）
- 2014年   " アラフドアートアニュアル" 土湯温泉町 (福島県)
- 2014年  "ドレスデン　パブリック・アート・ビューイング　インターナショナル・ビルボード・エキジビショ（ドイツ）
- 2014年   "Wild Places" Motor Works Gallery　(メルボルン、オーストラリア)
- 2014年    写真フェスティバル”Kolga Tbilisi Photo Meeting 2014” Tsereteli Museum of Modern Art（グルジア）
- 2014年   “そらいろユートピア”　十和田市現代美術館（青森）
- 2013年   “Daheim” Galerie plan.d. （デュッセルドルフ、ドイツ）
- 2012年   “虹の彼方”府中市美術館（東京）
- 2011年   “The gravity of the situation” モナッシュ大学　アート＆デザイン・ギャラリー
- 2011年   “Art & Product アートとプロダクトの不穏な関係”AI KOWADA ギャラリー/ 東京
- 2011年   “CAFE in MITO” 水戸芸術館　現代美術センター/ 茨城
- 2011年   “ クワイエット・アテンションズ”　水戸芸術館　現代美術センター/ 茨城
- 2010年   “ To-Be 東京—ベルリンコミュニケーション展”/ Freies Museum / ベルリン
- 2010年   “Fotosommer Stuttgart 2010” Württembergischer Kunstverein Stuttgart/ストゥットゥガルト、ドイツ
- 2009年   “DOMANI” 国立新美術館/ 東京
- 2009年   “写真集 池田みどり”墨東まち見世2009 スタジオ・シェッラハル/東京
- 2009年   “The Library”静岡アートギャラリー/静岡
- 2009年   “Tickle Attack”Photo Festival in Lodz/ ロッズ、ポーランド
- 2008年   “Backlight 08 ”8th International Photographic Triennial /タンペレ、フィンランド
- 2008年   “To-Lo”グリニッジ大学 Stephen Lawrence gallery / ロンドン
- 2008年   “写真ゲーム”川崎市民ミュージアム / 神奈川
- 2007年   “MAX ERNST and the World as Book”ザルツブルク近代美術館 / ザルツブルク、オーストリア
- 2007年   “向島芸術計画2007”現代美術製作所 / 東京
- 2007年   “Sommerspiel”Galerie Grita Insam / ウィーン、オーストリア
- 2007年   “東京物語”Esso gallery / ニューヨーク
- 2006年   “Kiss me just once more” ウィーン・インターナショナル・アパートメント /ヘルシンキ、フィンランド
- 2006年 釜山ビエンナーレ / 釜山、韓国
- 2003年  -2004 ハンガリー、ロシア巡回展“心の在り処”Ludwig Museum / ブダペスト

　モスクワ現代美術館 / モスクワ
- 2003年   “Moving Japanese, Interfacial Spaces ”Culture Center Stockholm / ストックホルム
- 2003年   “幸福論”東京都写真美術館 / 東京
- 2003年   “Moving Japanese  Interfacial Spaces”Culture Center Stockholm /ストックホルム
- 2003年 NICAF "Video Art Screening：Tokyo”/ 東京国際フォーラム、東京
- 2002年   第７回北九州ビエンナーレ “アートと経済の恋愛学” 北九州市立美術館 / 福岡
- 2002年   “Not so smooth” 資生堂ギャラリー / 東京
- 2002年   “Smooth Rupture, Japan” Kunstraum-Innsbruck / インスブルック、オーストリア
- 2002年   “２０世紀。美術は虚像を認知した”平塚市美術館
- 2001年  -2002 北欧巡回展 “Illusion”Culture Center Stockholm / ストックホルム 他
- 2001年   “What’s the difference betweeen....?” Kunst Beuro / ウィーン
- 2001年   “日だまりのホームシック” 文化フォーラム春日井 / 愛知県春日井市
- 2000年   ドイツ巡回展 “夢のあと”haus am Waldsee / ベルリン 他
- 2000年   “Strange Home” Historisches Museum Hannover / ハノヴァー、ドイツ
- 1999年   “5th International Photo Festival Herten” ヘルテン、ドイツ
- 1999年  -2000年 ドイツ巡回展 “Contemporary Photographic Art From Japan”

　NBK（Neuer Berlin Kunstverein）/ ベルリン他
- 1999年   “Learning To Fly” BoBo’s Gallery / ロンドン
- 1998年   “Tokyo Rooms” Galerie ARTicle / ケルン、ドイツ
- 1995年   “International Salon 95” Ward Nasse Gallery / ニューヨーク
- 1993年   “ PARCO アーバナート#2” パルコ・ギャラリー/東京他

## 賞歴・助成
2005年
- 文化庁新進芸術家派遣研修員（フィンランド）